# آتشگاه (رشت)
آتشگاه یکی از روستاهای شهرستان رشت واقع در استان گیلان در شمالِ ایران می‌باشد.
این روستا سابقه الحاق به محدوده شهر رشت را داشت اما مجدد در تاریخ ۲۲ شهریور سال ۱۴۰۲ از شهر رشت جدا و دهیاری آن مجدد شروع به فعالیت کرد.
آتشگاه در منطقه ۴ شهرداری رشت قرار داشت. این روستا، پس از محله احمدگوراب رشت واقع شده است.
ابراهیم پور داوود، پژوهشگر ایران باستان، پس از بازگشت از بیروت، مقداری بادام زمینی با خود آورد و در ملک شخصی خود در آتشگاه کاشت که به محصول نشست و بعدها کشت آن در گیلان متداول شد.